# Suez (Unternehmen)
Suez S.A. (bis 2015 Suez Environnement) mit Sitz in Paris ist ein börsennotierter französischer Konzern in der Umweltbranche. Die vier Hauptaktivitäten der Gruppe sind Managementlösungen für den Wasserkreislauf, Recycling & Abfallverwertung, Lösungen für die Wasseraufbereitung sowie Beratungsleistungen für nachhaltige Stadt- und Raumplanung.

Ehemaliges Logo (2008–2015)

## Hintergrund
Das Unternehmen ging aus der Auslagerung der Umweltaktivitäten der Groupe Suez hervor (die sich selbst auf die Tradition der Compagnie universelle du canal maritime de Suez berief). Als diese im Jahr 2008 mit Gaz de France fusionierte, wurden deren Aktivitäten im Bereich Umwelt (Abfall- und Wasserwirtschaft) unter dem Namen Suez Environnement an die Börse gebracht; als GDF Suez im Jahr 2015 den Namen Engie annahm, wurde der Namen Suez Environnement auf Suez gekürzt; Engie hielt weiterhin ein bedeutendes Minderheitspaket an dem Unternehmen (32 % Ende 2019).

### Übernahme durch Veolia
Ende August 2020 gab der französische Konkurrent Veolia ein Angebot an Engie für ein Paket von 29,9 % der Aktien von Suez mit der Absicht ab, in der Folge ein freiwilliges öffentliches Angebot für die restlichen Aktien abzugeben; Ziel des Angebots sei es, einen Weltmarktführer in Umweltdienstleistungen zu schaffen. Das französische Geschäft von Suez solle an einen Fonds verkauft werden, um mögliche Kartellbedenken auszuräumen. Suez stufte das Vorgehen von Veolia als „feindlichen Übernahmeversuch“ ein. Um einen Verkauf des französischen Kerngeschäfts zu verhindern, kündigte Suez an, es wolle die Kontrolle über die gesamten französischen Aktivitäten an eine niederländische Stiftung abgeben, falls ein nicht genehmes Übernahmeangebot erfolge.
Im September 2020 gab Suez den beabsichtigten Verkauf des Abfallgeschäfts in den Niederlanden, Luxemburg, Deutschland und Polen an die deutsche Prezero-Gruppe (Teil der Schwarz Handelsgruppe) bekannt. Das zu verkaufende Geschäft hält in den betreffenden Ländern führende Positionen in der Abfallwirtschaft, die die gesamte Wertschöpfungskette für Recycling und Verwertung abdecken. An 125 Standorten mit rund 6.700 Mitarbeitern wird eine Vielzahl von Abfallarten (Holz, Glas, Papier, Metall…) verwertet. Im Jahr 2019 hatte die betreffende Sparte einen Umsatz von ca. 1,1 Mrd. Euros und ein bereinigtes EBITDA von ca. 100 Mio. Euros erzielt. Der übertragene Unternehmenswert liegt bei 1,1 Mrd. €.
Dennoch gab Veolia Anfang Oktober bekannt, das Suez-Aktienpaket von Engie gekauft zu haben, obwohl der französische Staat und Großaktionär von Engie seine Opposition zu einem Verkauf ohne ein vorheriges Einvernehmen zwischen Suez und Veolia kundgetan hatte. Veolia kündigte gleichzeitig ein öffentliches Übernahmeangebot innerhalb der nächsten 18 Monate an, sobald es die nötige Freigabe der Kartellbehörden erhalten habe.
Im Dezember 2021 genehmigte die Europäische Kommission die Übernahme unter Auflagen. Veolia verpflichtete sich
- zur Veräußerung fast aller Tätigkeiten von Suez auf den Märkten für übliche und regulierte Abfallbewirtschaftung und kommunales Wasser in Frankreich;
- zur Veräußerung fast aller Tätigkeiten von Veolia auf dem Markt für mobile Wasserdienstleistungen im EWR;
- zur Veräußerung des größten Teils der Tätigkeiten von Veolia im französischen Marktsegment der Bewirtschaftung von industriellem Wasser und
- zur Veräußerung eines Teils des Geschäfts von Veolia und Suez bei der Deponierung gefährlicher Abfälle sowie der gesamten Tätigkeit von Suez auf dem Gebiet der Verbrennung und physikalisch-chemischen Behandlung gefährlicher Abfälle.[4]